# Bill Wyatt
William George « Bill » Wyatt, né le 27 juillet 1938, est un ancien joueur australien de basket-ball.